# فاجعه سوسو
فاجعه سوسو (Seveso disaster) یک حادثه صنعتی بود که در حدود ساعتِ ۱۲:۳۷ دقیقهٔ پس از ظهر در ۱۰ ژوئیه ۱۹۷۶ در یک کارخانه تولید مواد شیمیایی در حدود ۱۵ کیلومتری (۹٫۳ مایل) شمال میلان در منطقه لومباردی در ایتالیا رخ داد.
در این رویداد، یک منطقهٔ مسکونی در معرضِ ۲،۳،۷،۸-تتراکلرودی‌بنزودی‌اکسین (TCDD) قرار گرفت و منجر به مطالعات علمی متعدد و وضع مقررات ایمنی استاندارد صنعتی در اروپا شد. مقررات ایمنی صنعتی اتحادیه اروپا به عنوان رهنمود Seveso II شناخته شده است.

## خوانش بیشتر
- Fuller، John G. (۱۹۷۹). Poison That Fell from the Sky. New York: Berkley Books. شابک ۰-۴۲۵-۰۴۰۱۳-۵.